# Tremont (Maine)
Tremont ist eine Town im Hancock County des Bundesstaates Maine in den Vereinigten Staaten. Im Jahr 2020 lebten dort 1544 Einwohner in 1263 Haushalten auf einer Fläche von 135,61 km².

## Geografie
Nach dem United States Census Bureau hat Tremont eine Gesamtfläche von 135,61 km², von denen 43,59 km² Land sind und 92,02 km² aus Gewässern bestehen.

### Geografische Lage
Tremont liegt auf der Insel Mount Desert Island in der Penobscot Bay vor der Küste Maines im Atlantischen Ozean, zentral im Süden des Hancock Countys. Es nimmt den südwestlichen Teil der Insel ein. Der größte See auf dem Gebiet der Town ist der Seal Cove Pond, an den sich im Norden der Hodgdon Pond anschließt. Die Oberfläche ist eben, ohne nennenswerte Erhebungen. Ein großer Teil des Gebietes wird vom Acadia-Nationalpark eingenommen. Zum Gebiet der Town gehören auch mehrere Inseln. Die bekannteren dieser Inseln sind: Bar Island, Great Gott Island, Hardwood Island, Little Gott Island, Moose Island und Tinker Island.

### Nachbargemeinden
Alle Entfernungen sind als Luftlinien zwischen den offiziellen Koordinaten der Orte aus der Volkszählung 2010 angegeben.
- Norden: Mount Desert, 14,6 km
- Osten: Southwest Harbor, 16,2 km
- Süden: Frenchboro, 23,8 km
- Südwesten: Swans Island, 5,6 km
- Westen: Brooklin, 9,6 km
- Nordwesten: Blue Hill, 10,2 km

### Stadtgliederung
In Tremont gibt es mehrere Siedlungsgebiete: Baldwin Corners, Bass Harbor (ehemals McKinley), Bernard, Center, Duck Cove, Gotts Island, Mount Desert Bridge, Richtown, Seal Cove, Tremont und West Tremont.

### Klima
Die mittlere Durchschnittstemperatur in Tremont liegt zwischen −6,1 °C (21° Fahrenheit) im Januar und 20,6 °C (69° Fahrenheit) im Juli. Damit ist der Ort gegenüber dem langjährigen Mittel der USA um etwa 6 Grad kühler. Die Schneefälle zwischen Oktober und Mai liegen mit bis zu zweieinhalb Metern mehr als doppelt so hoch wie die mittlere Schneehöhe in den USA; die tägliche Sonnenscheindauer liegt am unteren Rand des Wertespektrums der USA.

## Geschichte
Die Siedlungsgeschichte der Mount Desert Island begann im Jahr 1604 durch Pierre Dugua de Mons. Im Jahr 1688 gab Ludwig XIV. die Insel Mount Desert als Grant mit weiteren Gebieten an Antoine de la Motte Cadillac. Laumet war Offizier in seinen Diensten, später Gouverneur von Louisiana. Cadillac konnte sich nicht auf dem Land behaupten und verließ es im Jahr 1713. Seine Nachfahrin Madame de Gregoire beanspruchte das Land im Jahr 1785 vor dem General Court of Massachusetts. Dieser bestätigte den Anspruch jedoch abzüglich des Landes, welches durch Siedler aktuell besiedelt war.
Temomont wurde 1848 zunächst unter dem Namen Mansel als eigenständige Town organisiert und aus dem Gebiet der Town Mount Desert herausgelöst. Der Name wurde später zu Tremont geändert.
Im Jahr 1905 wurde das Gebiet Southwest Harbor als eigenständige Town organisiert und aus Tremont herausgelöst.
Mount Desert Island mit seinen Towns entwickelte sich zum Ende des 19. und zu Beginn des 20. Jahrhunderts zu einem beliebten Ferienort. Reiche amerikanische Familien wie die Rockefellers und die Astors besaßen hier Ferienhäuser.

### Einwohnerentwicklung
| Volkszählungsergebnisse – Town of Tremont, Maine | Volkszählungsergebnisse – Town of Tremont, Maine | Volkszählungsergebnisse – Town of Tremont, Maine | Volkszählungsergebnisse – Town of Tremont, Maine | Volkszählungsergebnisse – Town of Tremont, Maine | Volkszählungsergebnisse – Town of Tremont, Maine | Volkszählungsergebnisse – Town of Tremont, Maine | Volkszählungsergebnisse – Town of Tremont, Maine | Volkszählungsergebnisse – Town of Tremont, Maine | Volkszählungsergebnisse – Town of Tremont, Maine | Volkszählungsergebnisse – Town of Tremont, Maine |
| Jahr                                             | 1800                                             | 1810                                             | 1820                                             | 1830                                             | 1840                                             | 1850                                             | 1860                                             | 1870                                             | 1880                                             | 1890                                             |
| ------------------------------------------------ | ------------------------------------------------ | ------------------------------------------------ | ------------------------------------------------ | ------------------------------------------------ | ------------------------------------------------ | ------------------------------------------------ | ------------------------------------------------ | ------------------------------------------------ | ------------------------------------------------ | ------------------------------------------------ |
| Einwohner                                        |                                                  |                                                  |                                                  |                                                  |                                                  | 1425                                             | 1768                                             | 1822                                             | 2011                                             | 2036                                             |
|                                                  |                                                  |                                                  |                                                  |                                                  |                                                  |                                                  |                                                  |                                                  |                                                  |                                                  |
| Jahr                                             | 1900                                             | 1910                                             | 1920                                             | 1930                                             | 1940                                             | 1950                                             | 1960                                             | 1970                                             | 1980                                             | 1990                                             |
| Einwohner                                        | 2010                                             | 1116                                             | 1029                                             | 954                                              | 1118                                             | 1115                                             | 1044                                             | 1003                                             | 1222                                             | 1324                                             |
|                                                  |                                                  |                                                  |                                                  |                                                  |                                                  |                                                  |                                                  |                                                  |                                                  |                                                  |
| Jahr                                             | 2000                                             | 2010                                             | 2020                                             | 2030                                             | 2040                                             | 2050                                             | 2060                                             | 2070                                             | 2080                                             | 2090                                             |
| Einwohner                                        | 1529                                             | 1563                                             | 1544                                             |                                                  |                                                  |                                                  |                                                  |                                                  |                                                  |                                                  |

## Kultur und Sehenswürdigkeiten

### Bauwerke

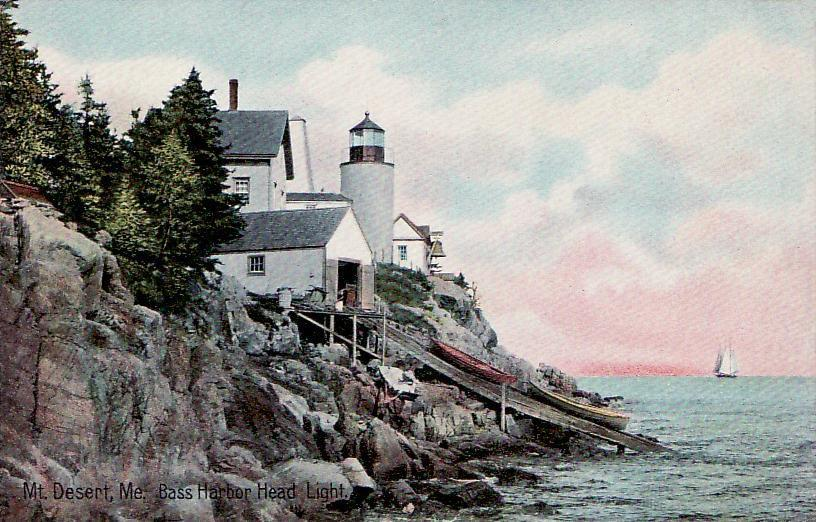
Bass Harbor Head Light, um 1908

In Tremont und den zugehörigen Villages Bernard und Bass Harbor wurden mehrere Gebäude unter Denkmalschutz gestellt und ins National Register of Historic Places aufgenommen.
Bernard
- Bass Harbor Memorial Library, aufgenommen 2009, Register-Nr. 09000593

Bass Harbor
- Bass Harbor Head Light Station, aufgenommen 1988, Register-Nr. 87002273
- Dix Family Stable, aufgenommen 1990, Register-Nr. 90000578
- Moore-Mayo House, aufgenommen 2004, Register-Nr. 04001050

## Wirtschaft und Infrastruktur

### Verkehr
Die Maine State Route 102 verläuft von Bar Harbor ausgehend in südlicher Richtung durch Tremont.

### Öffentliche Einrichtungen
Es gibt mehrere medizinische Einrichtungen und Krankenhäuser in Bar Harbor und Ellsworth.
In Tremont befindet sich die Bass Harbor Memorial Library im Village Bernard.

### Bildung
Für die Schulbildung in Tremont ist das Tremont School Department zuständig, zusätzlich gehört Tremont zum Mt Desert CSD und mit Bar Harbor, Bass Harbor, Cranberry Isles, Deer Isle, Frenchboro, Mount Desert, Southwest Harbor, Swan’s Island und Trenton zum Mount Desert Island Regional School System – AOS 91.
In Tremont gibt es die Tremont Consolidated School mit Schulklassen vom Kindergarten bis 8. Schuljahr.